# Rashid Beebeejaun
Ahmed Rashid Beebeejaun est un homme politique mauricien né le 22 décembre 1935 à Rivière du Rempart. Il occupe les fonctions de Vice-Premier ministre de Maurice et de ministre des Utilités publiques.